# Gustavo Santaolalla
Pour les articles homonymes, voir Santaolalla.
 (octobre 2010).
Si vous disposez d'ouvrages ou d'articles de référence ou si vous connaissez des sites web de qualité traitant du thème abordé ici, merci de compléter l'article en donnant les références utiles à sa vérifiabilité et en les liant à la section « Notes et références ».
Gustavo Santaolalla est un musicien et compositeur argentin, né le 19 août 1951 à El Palomar, dans la province de Buenos Aires. Il fait partie du groupe Bajofondo et a écrit plusieurs musiques de film dont ceux du réalisateur mexicain Alejandro González Iñárritu. Il a remporté de nombreux prix, dont deux fois l'Oscar de la meilleure musique de film, en 2006 pour Le Secret de Brokeback Mountain et en 2007 pour Babel .

## Biographie
En 1967, il a fondé le groupe Arco Iris , groupe argentin cherchant la fusion du rock et du folk latino-américain. Arco Iris était un groupe assimilé au courant hippie de l'époque, fusion de l'idéologie « Flower Power » et de philosophie hindouiste sur qui la guide spirituel Dana, exerçait une influence bienveillante. Malgré les différents sauts évolutifs au long de sa carrière, sa musique est toujours imprégnée de cette touche minimaliste et mystique qui ont caractérisé ses débuts dans Arco Iris .
Il crée en 1981, son premier album : Santaolalla. Puis en 1995, G.A.S. (ses initiales) et en 1997 Ronroco (instrumental) ses premiers succès. Il produira en 2000 Fíjate bien un album pour le chanteur colombien Juanes. Il est aussi le producteur de plusieurs groupes latino tels que Javier Garcia ou Cafe Tacuba.

### Musiques pour le cinéma et autres productions audiovisuelles
Il a dirigé la musique du Secret de Brokeback Mountain d'Ang Lee, musique pour laquelle il a obtenu un Oscar en 2006 ainsi que le Golden Globe Award pour la meilleure chanson originale A Love That Will Never Grow Old, et des Carnets de voyage de Walter Salles. Il a aussi dirigé celle de Babel d'Alejandro González Iñárritu en 2006 pour laquelle il obtient à nouveau un Oscar en 2007. En 1999, il écrit également Iguazu qu'il interprète pour le film Révélations (The Insider). Il écrit également une partie de la musique de My Blueberry Nights. Pour le premier film, il a obtenu le 5 mars 2006, l'Oscar de la meilleure bande originale. Pour le second, il a reçu le BAFTA de la Meilleure musique. Ce film a aussi été récompensé par l'Oscar de la Meilleure Chanson originale avec  Al otro lado del rio. Gustavo Santaolalla a aussi collaboré à Amours chiennes, à 21 grammes, et à la séquence de 11'09"01 réalisée par Alejandro González Iñárritu.
En 2008, il écrit la musique du premier film publicitaire de Louis Vuitton Where Will Life Take You?, réalisé par Bruno Aveillan. En 2010 il compose à nouveau pour Alejandro González Iñárritu pour le film Biutiful. En 2011, deux morceaux qu'il a composés sont utilisés dans des publicités : De Uschuaia la Quiaca en France dans la publicité pour le TGV et Apertura dans une publicité de la Société générale.
En 2013, il compose la bande originale du jeu vidéo The Last of Us du studio de développement Naughty Dog,, tout comme pour sa suite,,.

## Discographie
- 1982 : Santaolalla (Alquimia, RCA)
- 1995 : GAS (BMG Ariola)
- 1998 : Ronroco  (Nonesuch Records)
- 2014 : Camino  (Masterworks)
- 2016 : Qhapaq Ñan - Desandando El Camino (Sony Music Entertainment Argentina S.A.)
- 2023 : Pynandí, collaboration avec Chango Spasiuk et Carlos Nuñez sur l'album Eiké! - Entrar en el alma

## Filmographie
Sauf indication contraire, les informations mentionnées dans cette section peuvent être confirmées par les bases de données cinématographiques IMDb et Allociné,  présentes dans la section « Liens externes ».

### Cinéma
- 1999 : Révélations de  Michael Mann
- 2000 : Amours chiennes d'Alejandro González Iñárritu
- 2003 : 21 Grammes d'Alejandro González Iñárritu
- 2004 : Carnets de voyage de Walter Salles
- 2005 : Le Secret de Brokeback Mountain d'Ang Lee
- 2006 : Babel d'Alejandro González Iñárritu
- 2008 : Une famille brésilienne de Walter Salles et Daniela Thomas
- 2009 : Je viens avec la pluie de Tran Anh Hung
- 2010 : The Sun Behind the Clouds: Tibet's Struggle for Freedom de Ritu Sarin et Tenzing Sonam
- 2010 : Biutiful d'Alejandro González Iñárritu
- 2010 : Dhobi Ghat de Kiran Rao
- 2010 : Nanga Parbat de Joseph Vilsmaier
- 2011 : Les Yeux de sa mère de Thierry Klifa
- 2012 : Sur la route de Walter Salles
- 2013 : Un été à Osage County de John Wells
- 2014 : Relatos salvajes de Damián Szifron
- 2014 : La Légende de Manolo de  Jorge R. Gutierrez
- 2017 : Tout nous sépare de Thierry Klifa
- 2021 : Finch de Miguel Sapochnik
- 2022 : La Maison (The House) (film d'animation) d'Emma De Swaef (nl), Marc James Roels, Niki Lindroth von Bahr et Paloma Baeza
- 2023 : Wild Life (documentaire) d'Elizabeth Chai Vasarhelyi et Jimmy Chin
- 2024 : Pedro Páramo de Rodrigo Prieto

### Télévision
- 2004 : Deadwood, saison 1, épisode 8[réf. nécessaire]
- 2011 : Hell on Wheels : L'Enfer de l'ouest (Hell on Wheels) (série télévisée)
- 2013 : Rouge Brésil (téléfilm) de Sylvain Archambault
- 2014-2019 : Jane the Virgin (série télévisée)
- 2015 : Making a Murderer (série télévisée)
- 2018 : Narcos: Mexico (série télévisée)
- 2019-2022 : Miss Farah (الآنسة فرح) (série télévisée)
- 2023 : The Last of Us (série télévisée)[7]

### Publicité
Cette section ne mentionne pas les publicités reprenant les musiques qu'il a composées par ailleurs.
- 2008 : Where Will Life Take You?, réalisé par Bruno Aveillan pour Louis Vuitton

### Jeux vidéo
- 2013 : The Last of Us
- 2014 : The Last of Us: Left Behind
- 2020 : The Last of Us Part II

## Distinctions

### Récompenses
- Academy Awards[1]. et Oscar [11]:
  - 2005 : Meilleure musique de film – Le Secret de Brokeback Mountain [12]
  - 2006 : Meilleure musique de film – Babel
- BAFTA Awards:
  - 2004 : Anthony Asquith Award for Film Music – Carnets de voyage (Diarios de motocicleta)
  - 2006 : Anthony Asquith Award for Film Music – Babel
- BMI:
  - Le 13 juin 2008, Gustavo Santaolalla est honoré en tant que BMI Icon aux 15e BMI Latin Awards, qui récompense les créateurs qui ont eu une « influence unique et indélébile sur des générations de musiciens[13] »
- Golden Globe Awards:
  - 2005: Meilleure chanson originale – A Love That Will Never Grow Old pour Le Secret de Brokeback Mountain
- Grammy Awards:
  - 2004 : Best Latin Rock/Alternative Album – Cuatro Caminos (producteur)
  - 2009 : Grammy Award for Best Latin Pop Album : La Vida... Es un Ratico (producteur)
- Latin Grammy Awards:
  - 2000 : Best Rock Album – Revés/Yo Soy (producteur)
  - 2001 : Best Rock Solo Vocal Album – Fíjate Bien (producteur)
  - 2003 : Record of the Year – Es Por Ti (producteur)
  - 2003 : Album of the Year – Un Día Normal (producteur)
  - 2003 : Best Pop Instrumental Album – Bajofondo Tango Club (producteur)
  - 2004 : Best Alternative Music Album – Cuatro Caminos (producteur)
  - 2005 : Best Rock Solo Vocal Album – Mi Sangre (producteur)
  - 2005 : Producer of the Year
    - A Contraluz par La Vela Puerca
    - Bajofondo Tango Club Presenta A: Superviellepar Supervielle
    - Celador De Sueños par Orozco and Barrientos
    - Cristobal Repetto par Cristobal Repetto
    - Guau! par Arbol
    - Mi Sangre par Juanes
    - The Motorcycle Diaries: Original Motion Picture Soundtrack
    - 13 par Javier García

  - 2006: Best Tango Album – Café De Los Maestros (producteur)
  - 2008: Record of the Year: Me Enamora (producteur)
  - 2008: Album of the Year: La Vida... Es un Ratico (producteur)
  - 2008: Best Male Pop Vocal Album: La Vida... Es un Ratico (producteur)

### Nominations
- BAFTA Awards:
  - 2005: Anthony Asquith Award for Film Music – Le Secret de Brokeback Mountain
- Golden Globe Awards:
  - 2005 : Best Original Score – Le Secret de Brokeback Mountain
  - 2006 : Best Original Score – Babel
- Grammy Awards:
  - 2007 : Best Compilation Soundtrack Album for a Motion Picture, Television or Other Visual Media – Brokeback Mountain: Original Motion Picture Soundtrack (producteur)
  - 2008 : Best Compilation Soundtrack Album for a Motion Picture, Television or Other Visual Media – Babel: Original Motion Picture Soundtrack (compositeur)
- Primetime Emmy Awards :
  - 2012 : Primetime Emmy Award for Outstanding Main Title Theme Music – Hell on Wheels